# Frida Gustavsson
Frida Gustavsson (Stoccolma, 6 giugno 1993) è una modella e attrice svedese.

## Carriera
Nata a Stoccolma, Frida Gustavsson inizia a sfilare nel 2005, in eventi locali. Dopo aver firmato un contratto con la IMG Models nel 2009, apre la sfilata di Valentino nello show di Parigi.
In seguito la modella lavorerà anche per Louis Vuitton, Chanel, Lanvin, Carolina Herrera, Fendi, Christian Dior, Vivienne Westwood, Alexander McQueen, Anna Sui, Marc Jacobs, Michael Kors, Calvin Klein, Oscar de la Renta, Emilio Pucci, Céline, Hermès, Jean Paul Gaultier, Dolce & Gabbana, Givenchy, Yves Saint Laurent, Ralph Lauren, Just Cavalli e Versace ed è apparsa su riviste come W, Numéro, Vogue Italia, L'Officiel e Crash. Nel marzo 2010, è apparsa sulla copertina di Deutsch Vogue.
La Gustavsson è anche stata protagonista delle campagne pubblicitarie di Jill Stuart e Mystic and Vagabond.
Nel 2012 ha iniziato a lavorare per Victoria's Secret prendendo parte all'omonimo fashion show tenutosi a New York a novembre. Nel 2013 e 2014 è stata testimonia per Maybelline.
Nel 2021 è entrata a far parte del cast della serie tv Vikings: Valhalla, sequel della serie tv Vikings, nel ruolo di Freydís Eiríksdóttir, la serie ha debuttato su Netflix il 25 febbraio 2022

## Agenzie
- Mega Model Agency - Amburgo
- IMG Models - Milano, Parigi, Londra

## Campagne pubblicitarie
- Anna Sui P/E (2012)
- Anna Sui Beauty A/I (2010-2011) P/E (2011-2012)
- Anna Sui Fairy Dance-Secret Wish Fragrance (2012)
- Etro A/I (2010) P/E (2011)
- Express (2012-2013)
- Forever 21 (2015)
- H&M (2011-2013)
- Jill Stuart P/E (2010)
- Joe Fresh (2014)
- Joie P/E (2013)
- Just Cavalli P/E (2011)
- Daisy Marc Jacobs Fragrance (2010-2013)
- Marc Jacobs A/I (2010)
- Mavi P/E (2014-2016)
- Max Mara Studio A/I (2013)
- Max&Co A/I (2013)
- Maybelline (2013-2014)
- Mulberry P/E (2012)
- Nina Ricci Fragrance (2013-2017)
- Noir A/I (2010)
- O'2nd P/E (2012)
- Paul & Joe A/I (2010) P/E (2011)
- Prada A/I (2011)
- Reserved P/E (2014)
- Sephora (2012)
- Shopbop A/I (2012)
- Siviglia P/E (2013)
- Sportmax P/E (2012)
- Tiger of Sweden P/E (2012-2013) A/I (2012-2013)
- ValentinoA/I (2012)

## Filmografia

### Cinema
- Eld & lågor, regia di Måns Mårlind e Lily Oakes (2019)
- Tigers, regia di Ronnie Sandahi (2020)
- Dampyr, regia di Riccardo Chemello (2022)

### Televisione
- Nar karusellerna sover – serie TV, episodio 1x01 (1998)
- Arne Dahl: Efterskalv – miniserie TV, 2 puntate (2015)
- Dröm – serie TV, 13 episodi (2019)
- The Witcher – serie TV, episodio 1x08 (2019)
- Der Kommissar und das Meer – serie TV, episodio 1x26 (2019)
- Partisan – serie TV, 5 episodi (2020-2022)
- De utvalda – serie TV, 6 episodi (2020)
- Vikings: Valhalla – serie TV, 23 episodi (2022-2024)